# 红毛菜纲
红毛菜纲（学名：Bangiophyceae）为红藻门的一个纲。

## 下级分类
本纲包括以下目：
- 红毛菜目 Bangiales F. Schmitz
- 角毛藻目 Goniotrichales Skuja